# Savigny (Vosges)
Pour les articles homonymes, voir Savigny.
Savigny est une commune française située dans le département des Vosges en région Grand Est.

## Géographie

### Localisation
Savigny se situe dans le nord du département, à environ 5,5 km à l'ouest de Charmes et à environ 10 km de Mirecourt.
Le territoire de la commune est limitrophe de ceux de six communes :
| Xaronval              | Avrainville | Florémont   |
|                       | Savigny     | Rugney      |
| Gircourt-lès-Viéville |             | Bouxurulles |

### Géologie et relief
Savigny est située à 301 m d'altitude.

### Hydrographie et les eaux souterraines
Hydrogéologie et climatologie : Système d’information pour la gestion des eaux souterraines du bassin Rhin-Meuse :
Territoire communal : Occupation du sol (Corinne Land Cover); Cours d'eau (BD Carthage),
Géologie : Carte géologique; Coupes géologiques et techniques,
 Hydrogéologie : Masses d'eau souterraine; BD Lisa; Cartes piézométriques.

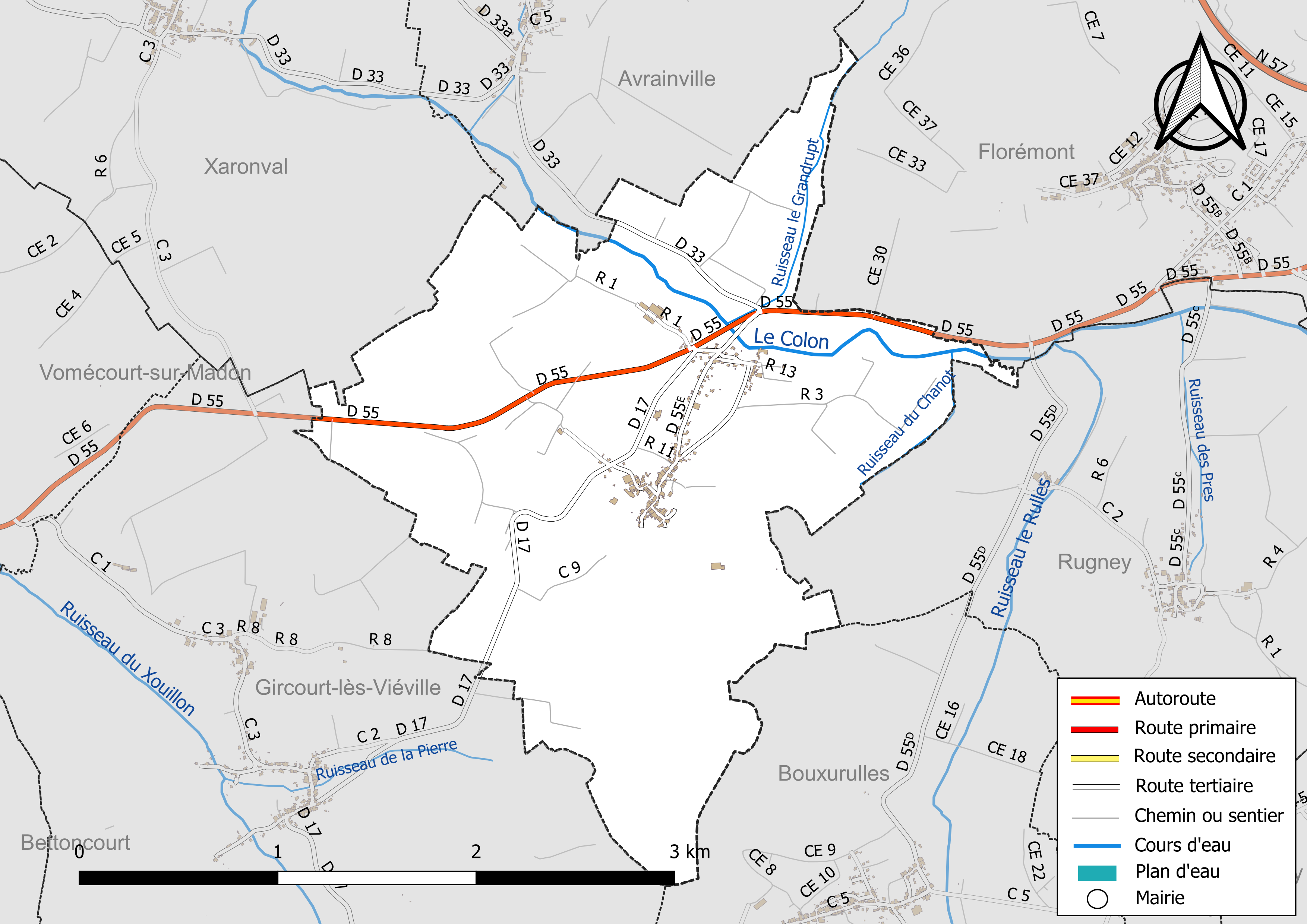
Réseaux hydrographique et routier de Savigny.

Le village est bordé au nord par le Colon, affluent droit du Madon. Elle est située dans le bassin versant du Rhin au sein du bassin Rhin-Meuse. Elle est drainée par le Colon, le ruisseau du Chanot et le ruisseau le Grandrupt,.
Le Colon, d'une longueur totale de 20,3 km, prend sa source dans la commune de Regney et se jette  dans le Madon à Xaronval, après avoir traversé 13 communes.

### Climat
Pour des articles plus généraux, voir Climat du Grand Est et Climat des Vosges.
En 2010, le climat de la commune est de type climat des marges montargnardes, selon une étude du Centre national de la recherche scientifique s'appuyant sur une série de données couvrant la période 1971-2000. En 2020, Météo-France publie une typologie des climats de la France métropolitaine dans laquelle la commune est exposée à un climat semi-continental et est dans la région climatique  Lorraine, plateau de Langres, Morvan, caractérisée par un hiver rude (1,5 °C), des vents modérés et des brouillards fréquents en automne et hiver. 
Pour la période 1971-2000, la température annuelle moyenne est de 9,6 °C, avec une amplitude thermique annuelle de 17,2 °C. Le cumul annuel moyen de précipitations est de 964 mm, avec 12,7 jours de précipitations en janvier et 10,2 jours en juillet. Pour la période 1991-2020, la température moyenne annuelle observée sur la station météorologique de Météo-France la plus proche, « Mirecourt-inra », sur la commune de Mirecourt à 9 km à vol d'oiseau, est de 10,4 °C et le cumul annuel moyen de précipitations est de 824,3 mm. 
La température maximale relevée sur cette station est de 39,5 °C, atteinte le 25 juillet 2019 ; la température minimale est de −19,5 °C, atteinte le 20 décembre 2009,,. 
Les paramètres climatiques de la commune ont été estimés pour le milieu du siècle (2041-2070) selon différents scénarios d'émission de gaz à effet de serre à partir des nouvelles projections climatiques de référence DRIAS-2020. Ils sont consultables sur un site dédié publié par Météo-France en novembre 2022.

## Urbanisme

### Typologie
Au 1er janvier 2024, Savigny est catégorisée commune rurale à habitat dispersé, selon la nouvelle grille communale de densité à sept niveaux définie par l'Insee en 2022.
Elle est située hors unité urbaine et hors attraction des villes,.

### Occupation des sols
L'occupation des sols de la commune, telle qu'elle ressort de la base de données européenne d’occupation biophysique des sols Corine Land Cover (CLC), est marquée par l'importance des territoires agricoles (93,9 % en 2018), une proportion identique à celle de 1990 (93,9 %). La répartition détaillée en 2018 est la suivante : 
prairies (41,4 %), zones agricoles hétérogènes (32,9 %), terres arables (19,5 %), forêts (6,1 %). L'évolution de l’occupation des sols de la commune et de ses infrastructures peut être observée sur les différentes représentations cartographiques du territoire : la carte de Cassini (XVIIIe siècle), la carte d'état-major (1820-1866) et les cartes ou photos aériennes de l'IGN pour la période actuelle (1950 à aujourd'hui).

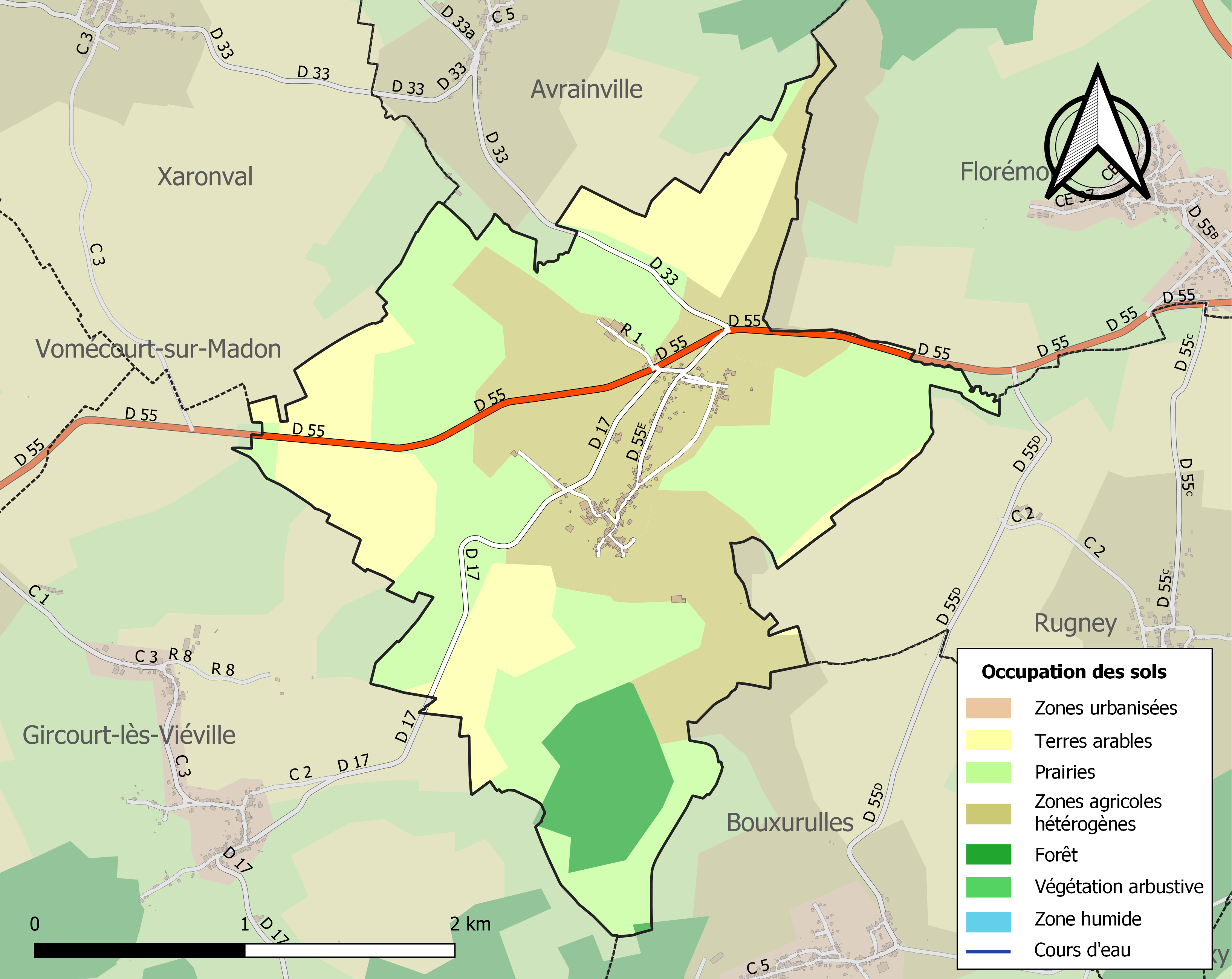
Carte des infrastructures et de l'occupation des sols de la commune en 2018 (CLC).

### Eau et déchets
Le territoire communal est couvert par le schéma d'aménagement et de gestion des eaux (SAGE) « Nappe des Grès du Trias Inférieur ». Ce document de planification, dont le territoire comprend le périmètre de la zone de répartition des eaux de la nappe des Grès du trias inférieur (GTI), d'une superficie de 1 497 km2,  est en cours d'élaboration. L’objectif poursuivi est de stabiliser les niveaux piézométriques de la nappe des GTI et atteindre l'équilibre entre les prélèvements et la capacité de recharge de la nappe. Il doit être cohérent avec les objectifs de qualité définis dans les SDAGE Rhin-Meuse et Rhône-Méditerranée. La structure porteuse de l'élaboration et de la mise en œuvre est le conseil départemental des Vosges.
La qualité des cours d’eau peut être consultée sur un site dédié géré par les agences de l’eau et l’Agence française pour la biodiversité. 

### Voies de communication et transports

#### Voies routières
- La commune est traversée d'est en ouest et se situe à proximité de la N57, qui traverse le département du nord au sud.

#### Transports en commun
- Fluo Grand Est.

#### Lignes SNCF
- Gare de Charmes.
- Gare de Mirecourt.

## Toponymie
Le nom de la localité est attesté sous les formes Medietatem ecclesiœ de Saviniaco (1051) ; Suviniaci ecclesiam cum septem mansis et Veterem Villam cum decem mansis (1114) ; Gilbertus de Savignei (1198) ; Savinei, Savignei (1236) ; De Savigneyo (1402).

L'accord n'est pas total, mais l'étymologie du nom Savigny la plus communément répandue serait latine : sabinus ou savinus, nom propre fréquemment utilisé à Rome et venant du mot Sabini, en latin, Sabinum signifie « vin du pays des Sabins ». On peut remarquer que de nombreux Savigny se situent dans des pays de vin et qu’il en est de même pour les Savignac du Sud-Ouest, il pourrait également avoir pour origine un dérivé de Silva « forêt », Silvani « habitants des forêts ».

## Histoire
Un Romain nommé Sabinius introduisit la vigne dans la région vers -50. Son nom est resté attaché au village.
Il y existe depuis plusieurs siècles un moulin qui produit encore de la farine pour les boulangers locaux.
Il y avait un château dont il ne subsiste que les douves. Le château appartenait à la Famille de Bassompierre.

## Politique et administration

### Découpage territorial

#### Intercommunalité
La commune de Savigny fait partie de la communauté d'agglomération d'Épinal.

### Élections municipales et communautaires

#### Liste des maires
| Période                                  | Période                  | Identité             | Étiquette | Qualité |
| ---------------------------------------- | ------------------------ | -------------------- | --------- | ------- |
| Les données manquantes sont à compléter. |                          |                      |           |         |
| avant 1988                               | 1994                     | Pierre Dupont        |           |         |
| 1994                                     | mars 2001                | Marie-Pierre Ruffier |           |         |
| mars 2001                                | mars 2008                | Georges Dupré        |           |         |
| mars 2008                                | En cours (au 25/05/2022) | Chantal Deschaseaux  |           |         |

### Budget et fiscalité 2022

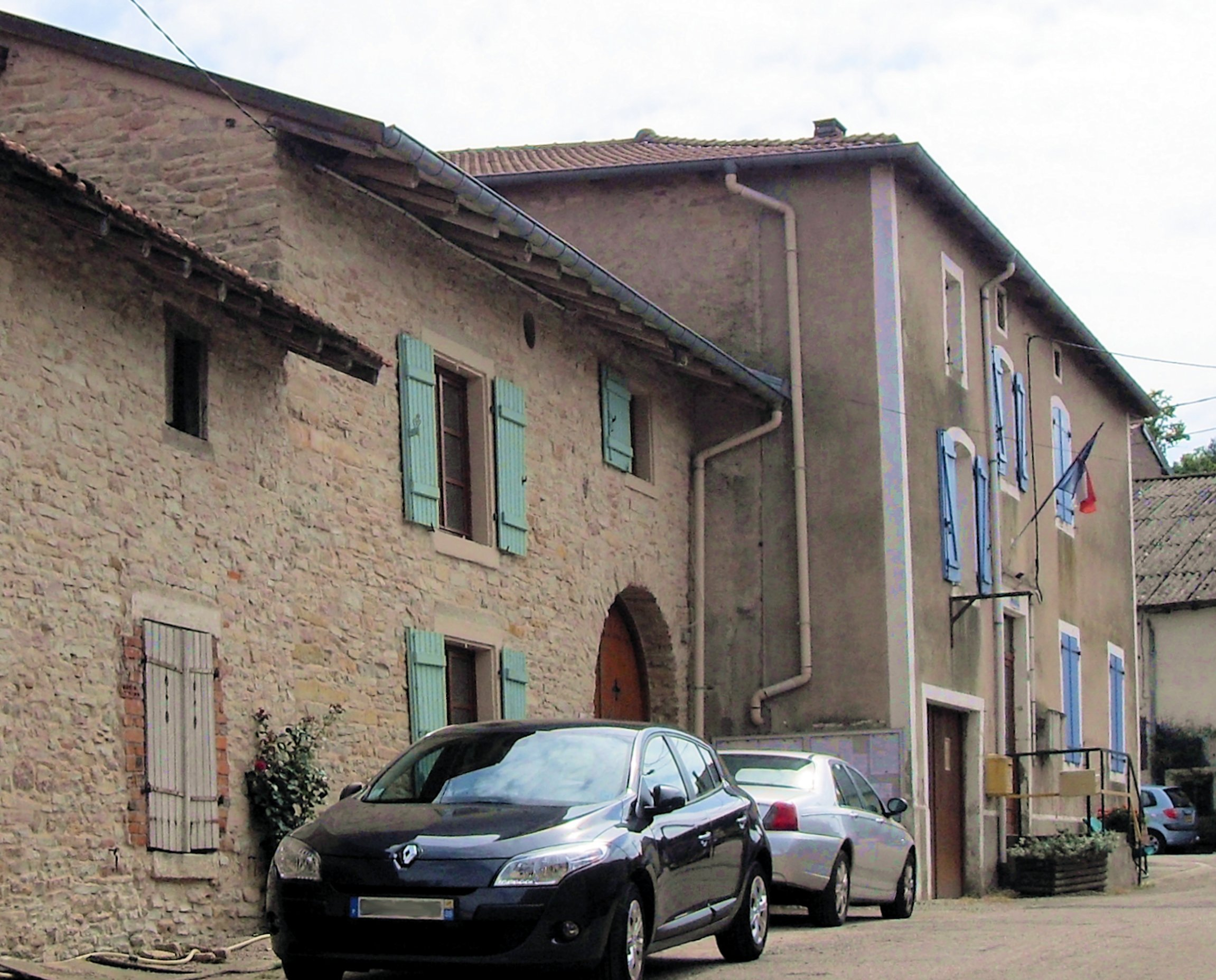
La mairie.

En 2022, le budget de la commune était constitué ainsi :
- total des produits de fonctionnement : 168 000 €, soit 899 € par habitant ;
- total des charges de fonctionnement : 153 000 €, soit 821 € par habitant ;
- total des ressources d'investissement : 286 000 €, soit 1 527 € par habitant ;
- total des emplois d'investissement : 179 000 €, soit 956 € par habitant ;
- endettement : 73 000 €, soit 390 € par habitant.

Avec les taux de fiscalité suivants :
- taxe d'habitation : 10,00 % ;
- taxe foncière sur les propriétés bâties : 42,15 % ;
- taxe foncière sur les propriétés non bâties : 22,02 % ;
- taxe additionnelle à la taxe foncière sur les propriétés non bâties : 0,00 % ;
- cotisation foncière des entreprises : 0,00 %.

Chiffres clés Revenus et pauvreté des ménages en 2021 : médiane en 2021 du revenu disponible, par unité de consommation : 24 820 €.

### Jumelages
La commune n'est jumelée avec aucune autre ville.

## Population et société

### Démographie

#### Évolution démographique
L'évolution du nombre d'habitants est connue à travers les recensements de la population effectués dans la commune depuis 1793. Pour les communes de moins de 10 000 habitants, une enquête de recensement portant sur toute la population est réalisée tous les cinq ans, les populations de référence des années intermédiaires étant quant à elles estimées par interpolation ou extrapolation. Pour la commune, le premier recensement exhaustif entrant dans le cadre du nouveau dispositif a été réalisé en 2007.

En 2022, la commune comptait 203 habitants, en évolution de +7,98 % par rapport à 2016 (Vosges : −2,96 %, France hors Mayotte : +2,11 %).
| 1793 | 1800 | 1806 | 1821 | 1831 | 1836 | 1841 | 1846 | 1856 |
| ---- | ---- | ---- | ---- | ---- | ---- | ---- | ---- | ---- |
| 249  | 374  | 432  | 418  | 416  | 443  | 462  | 499  | 386  |

| 1861 | 1866 | 1876 | 1881 | 1886 | 1891 | 1896 | 1901 | 1906 |
| ---- | ---- | ---- | ---- | ---- | ---- | ---- | ---- | ---- |
| 397  | 411  | 361  | 343  | 350  | 334  | 291  | 282  | 246  |

| 1911 | 1921 | 1926 | 1931 | 1936 | 1946 | 1954 | 1962 | 1968 |
| ---- | ---- | ---- | ---- | ---- | ---- | ---- | ---- | ---- |
| 249  | 216  | 222  | 223  | 212  | 175  | 191  | 191  | 163  |

| 1975 | 1982 | 1990 | 1999 | 2006 | 2007 | 2012 | 2017 | 2022 |
| ---- | ---- | ---- | ---- | ---- | ---- | ---- | ---- | ---- |
| 169  | 182  | 187  | 188  | 190  | 190  | 194  | 184  | 203  |

### Enseignement
Établissements d'enseignements :
- La commune dispose d'une école élémentaire.
- Les collège et lycée généraux les plus proches se situent respectivement à Charmes et à Mirecourt[28].

### Santé
Professionnels et établissements de santé :
- Médecins à Charmes, Mirecourt, Vincey, Diarville.
- Pharmacies à Charmes, Mirecourt, Vincey, Diarville.
- Hôpitaux à Charmes, Mirecourt, Mattaincourt, Châtel-sur-Moselle.

### Cultes
- Culte catholique, Paroisse Saint-Nicolas-du-Haut-du-Mont[30], Diocèse de Saint-Dié.

## Économie

### Entreprises et commerces

#### Agriculture
- Culture et élevage associé.
- Culture de céréales, de légumineuses et de graines oléagineuses.
- Élevage de vaches laitières.

#### Tourisme
- Hébergements et restauration à Rugney, Vincey, Mirecourt, Rouvres-en-Xaintoix, Éinal.

#### Commerces
- Commerces et services de proximité.

## Culture locale et patrimoine

### Lieux et monuments

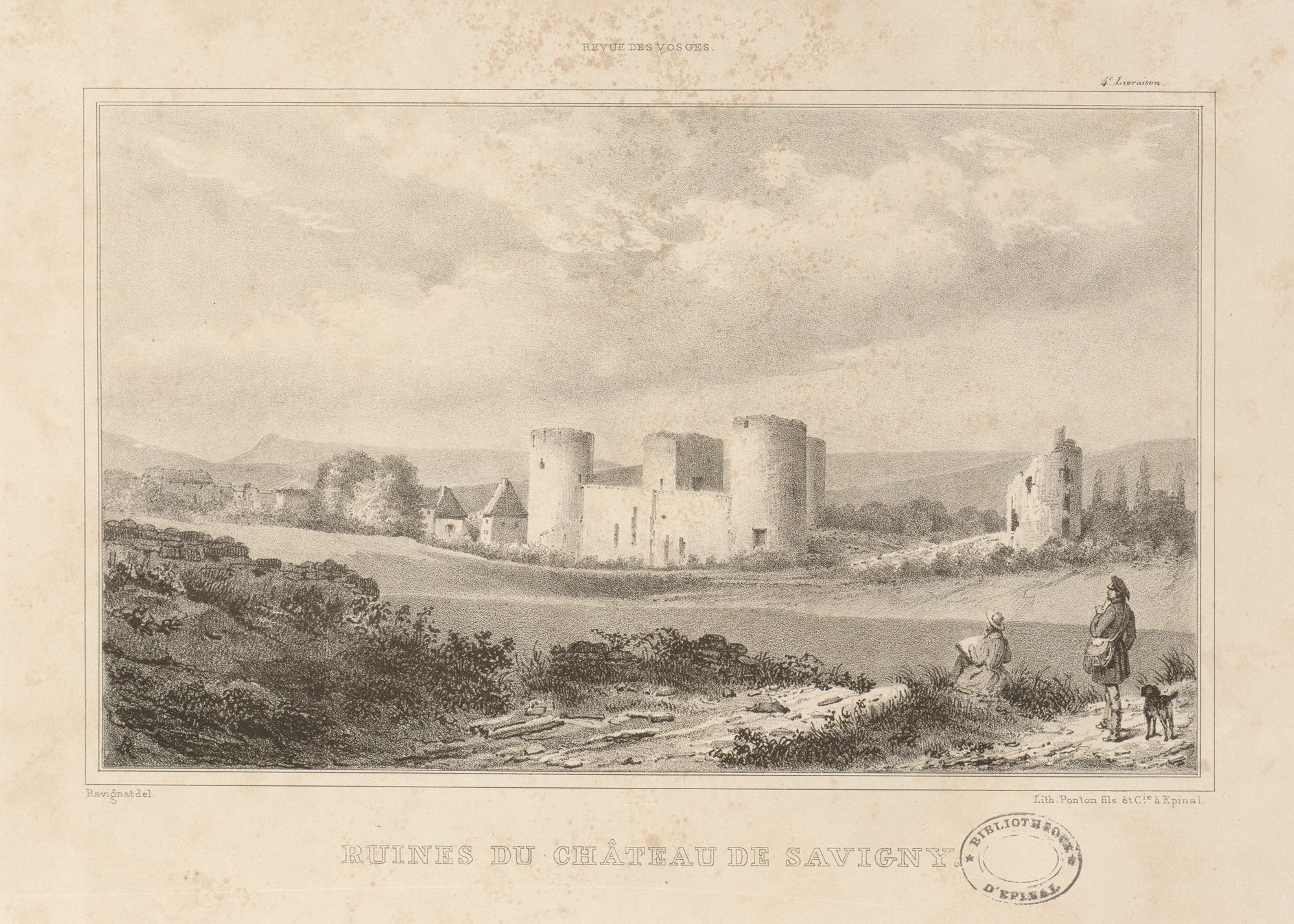
Estampe de Ravignat, représentant les ruines du château de Ravigny.
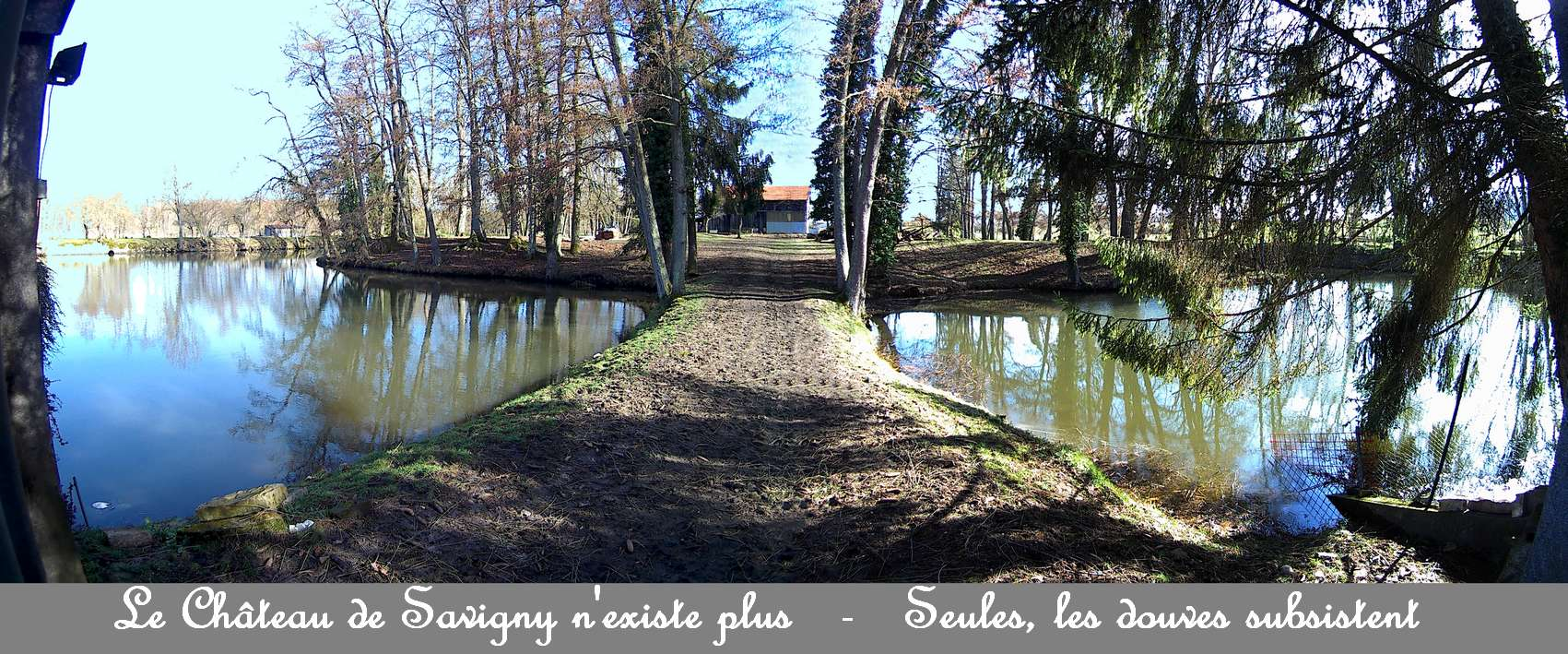
Vue prise depuis l'ancienne entrée supposée du château.
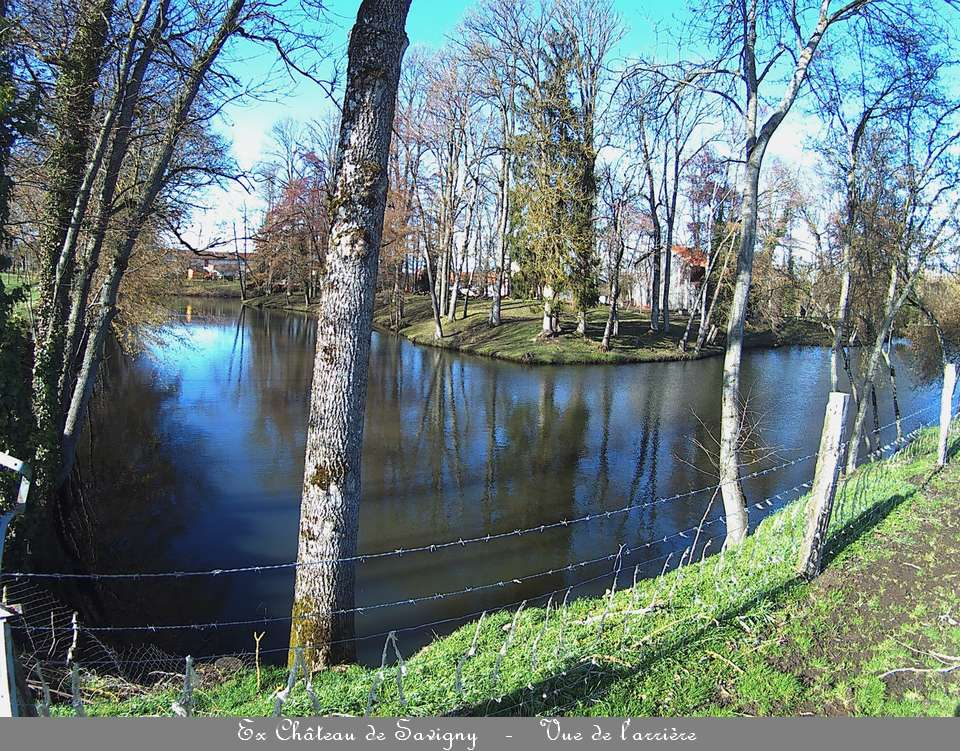
Vue prise de l'arrière de la propriété.

- Église Saint-Brice (XIIe et XXe siècles)[31].
- Château de Savigny.
- La forêt communale de Savigny.
- Patrimoine architectural rural recensé par le service de l'Inventaire général du patrimoine culturel[32],[33],[34].
- Monument commémoratif :

Paul Joseph Chevillot, mort pour la France le 24 septembre 1918, 176e régiment d'Artillerie de tranchée (Liste des régiments d'artillerie français : 176e RAT).

### Personnalités liées à la commune
- La famille von Savigny, ayant émigré en Prusse, a notamment donné le juriste et ministre Carl von Savigny. A l'université de Marburg, il a été le professeur des frères Grimm et fait bifurquer leur vocation du droit vers la littérature germanique et la philologie, à l'origine de leur recueil de contes[36].

### Héraldique
| Blason de Savigny | Blason  | De gueules à trois lions couronnés d'or. |
| Blason de Savigny | Détails | Savigny était le chef-lieu d’une seigneurie considérable, possédée par les seigneurs de ce nom. C’est tout naturellement le blason de cette famille d’ancienne chevalerie que la commune a adopté. Pour l'UCGL les lions n'y sont pas couronnés |

## Pour approfondir